# Casa a Gaüses
La Casa a Gaüses és una obra gòtica de Vilopriu (Baix Empordà) inclosa a l'Inventari del Patrimoni Arquitectònic de Catalunya.

## Descripció
Edifici situat al carrer principal del veïnat de Ponent de Gaüses. És una casa de grans dimensions, amb murs atalussats de pedra i coberta de teula a dues vessants, amb el carener paral·lel a la línia de façana.
La façana principal presenta porta d'accés d'arc de mig punt amb grans dovelles de pedra i un conjunt de finestres distribuïdes irregularment i amb característiques formals diverses, si bé totes elles d'interès tipològic. El material emprat en la construcció és la pedra.

## Història
En general, planteja greus dificultats situar d'una manera precisa l'origen de les construccions rurals, per la manca de documentació però també perquè les seves estructures van sent modificades al llarg del temps, i només alguns elements conservats permeten constatar l'existència de l'obra en determinades etapes. En el cas d'aquest edifici, com indica J.Badia, les obertures de la façana, de tipologia gòtica i renaixentista, corresponen als segles XV i XVI.